# Atanas Kirow
Atanas Petrow Kirow, bułg. Атанас Петров Киров (ur. 24 września 1946 w Burgasie, zm. 27 stycznia 2017 w Sofii) – bułgarski sztangista.
Dwukrotny olimpijczyk (1968, 1972), 
trzykrotny mistrz świata (1973–1975), czterokrotny mistrz Europy (1969, 1973–1975) oraz dziewięciokrotny mistrz Bułgarii (1967–1970, 1972, 1975–1979) w podnoszeniu ciężarów. 
Startował w wadze koguciej (do 56 kg) oraz piórkowej (do 60 kg).

## Osiągnięcia

### Letnie igrzyska olimpijskie
- Meksyk 1968 – 7. miejsce (waga kogucia)
- Monachium 1972 – 5. miejsce (waga kogucia)

### Mistrzostwa świata
- Meksyk 1968 – 7. miejsce (waga kogucia) – mistrzostwa rozegrano w ramach zawodów olimpijskich
- Warszawa 1969 –  srebrny medal (waga kogucia)
- Columbus 1970 – 6. miejsce (waga kogucia)
- Lima 1971 – 5. miejsce (waga kogucia)
- Monachium 1972 – 5. miejsce (waga kogucia) – mistrzostwa rozegrano w ramach zawodów olimpijskich
- Hawana 1973 –  złoty medal (waga kogucia)
- Manila 1974 –  złoty medal (waga kogucia)
- Moskwa 1975 –  złoty medal (waga kogucia)
- Stuttgart 1977 – 9. miejsce (waga kogucia)

### Mistrzostwa Europy
- Warszawa 1969 –  złoty medal (waga kogucia)
- Madryt 1973 –  złoty medal (waga kogucia)
- Werona 1974 –  złoty medal (waga kogucia)
- Moskwa 1975 –  złoty medal (waga kogucia)

### Mistrzostwa Bułgarii
- 1965 –  brązowy medal (waga kogucia)
- 1966 –  srebrny medal (waga kogucia)
- 1967 –  złoty medal (waga kogucia)
- 1968 –  złoty medal (waga kogucia)
- 1969 –  złoty medal (waga kogucia)
- 1970 –  złoty medal (waga kogucia)
- 1971 –  srebrny medal (waga piórkowa)
- 1972 –  złoty medal (waga kogucia)
- 1973 –  srebrny medal (waga piórkowa)
- 1975 –  złoty medal (waga kogucia)
- 1976 –  złoty medal (waga piórkowa)
- 1977 –  złoty medal (waga kogucia)
- 1979 –  złoty medal (waga kogucia)

### Rekordy świata
- Hawana 16.09.1973 – 257,5 kg w dwuboju (waga kogucia)
- Burgas 23.02.1974 – 260 kg w dwuboju (waga kogucia)